# Zemětřesení v Makedonii 2016
Zemětřesení v Makedonii 2016 bylo zemětřesení, ke kterému došlo 11. září 2016 v 15:10 místního času několik kilometrů od města Skopje. Zemětřesení mělo sílu zhruba 5,1 až 5,3 momentové škály a bylo zaznamenáno v několika dalších zemích. Zemětřesení poškodilo několik desítek domů a obchodů.
Zemětřesení způsobilo škody v přepočtu několik desítek milionů Kč. Podle některých zpráv bylo zraněno 30 lidí.